# 京阪1型電車
京阪1型電車（けいはん1がたでんしゃ）は、京阪電気鉄道が天満橋駅 - 五条駅（現・清水五条駅）間で営業を開始した時に投入した鉄道車両（電車）である。

## 概要
1910年（明治43年） - 1917年（大正6年）にかけて合計65両が製造された。ただし、車号は車庫火災（後述）に際して同一番号の二代目となったものもあるため、1 - 63となっている。なお40番は忌み番号として当初より欠番であった。製造年次と両数は以下の通り。
- 1910年3月 - 30両 ※1 -30
- 1910年9月 - 3両 ※32・42・43
- 1910年10月 - 3両 ※33・35・44
- 1910年12月 - 13両 ※31・34・36 - 39・41・45 - 50
- 1914年1月 - 10両 ※53 - 62
- 1917年3月 - 6両 ※50 - 52・59・60（以上2代）・63

## 製造当時
京阪本線は路面電車扱いの軌道線として建設されたこともあり、車両は路面電車のスタイルに近かった。とはいえ京阪側が当初計画したサイズは車体長15.5m、車体幅2590mmという、かなり大型の車両であった。その後、2度にわたるサイズの縮小（最終的には大阪市電への直通を考慮して決められた）により、車体長は13.6m、車体幅は2286mmとなった。
台車は従来の路面電車の多くが単車だったのに対し、阪神1形電車同様にボギー台車を採用して大型ボディーを実現させていた。しかしながら、大阪市電へ乗り入れるのにはこの大型の車体規格が災いし、直通運転実現には至らなかった。この大阪市電への乗り入れ構想は大阪市側からの要望に基づくものであったが、反故にされた（1型の製造開始後に「車体長10m以上の車両の乗り入れは認めない」という方針変更が市側からなされた。詳細は市営モンロー主義を参照）こともあり、京阪側に車両限界の制約（当初計画のサイズの電車は、開業から15年後に登場した1500型（のちの500型）でようやく実現した）や、ターミナルの変更（高麗橋から天満橋へ）などの影響を残した。
車体は木製で、オープンデッキから乗降するスタイルであった。電動機はイギリス・デッカー社製のDK-90（50馬力）を4台装備し、制御装置もデッカー社のものである。ブレーキはアメリカのゼネラル・エレクトリック社製の直通空気ブレーキであった。台車はブリル社の27E-1形を備えた。車体の外部塗装は小豆色で、側面に大きな京阪の社紋があしらわれていた。
開業時、大阪天満橋・京都五条間を1時間40分で結んだという。当初8分ヘッドの運行に25両を使用し、5両を予備車とする計画であったが、開業直後から故障が相次いだことや、天満橋までの大阪市電延伸（1911年）を見越して、その年のうちに19両が追加されていた。
なお、増備途上の1910年に、既に落成していた1型のうち16号が貴賓車として整備された。これは同年9月26日に淀川河畔で行われた陸軍特別大演習を皇太子（後の大正天皇）が視察する際京阪線に乗車する機会があり、貴賓車導入の必要が生じたことによるものである。また16号が選ばれたのは、皇室の菊花紋の花弁数（16枚）に因むとされる。外観は他の車両と異ならないが、車内中央部2箇所に仕切りのカーテンが、進行方向と直交する形で設置されていた。

## その後の変遷
その後はしばらく製造は途切れるが、1914年に大正天皇の即位大典での輸送に合わせて10両を増備している。1917年（大正6年）1月深草車庫で火災が発生し、15両が焼失するアクシデントに見舞われる。このため、被災車両の代替として6両が製造された。このうち5両は焼失車の付けていた番号の2代目として竣工している。
京阪では1914年5月より電車としては日本で最初の急行の運転を始め、これにも本形式が使用されたが、さらなるスピードアップを図るため、密閉型車体を持った大型車両を製造することとなった。これが100型である。100型の製造に際しては、その一部は本形式から走行機器や電装品を流用することとなり、46両分が1922年（大正11年）から1924年（大正13年）に掛けて廃車となった。またそれ以前に貨車に改造されたものが2両、事故と火災で廃車となったものが16両あり、100型への改造が終わった時点で残ったのは貴賓車となっていた16号のみであった。その16号も老朽化が進み、代替の16号貴賓車（2代）が製造されたことから1928年（昭和3年）に廃車となり、本形式は形式消滅した。
本形式の機器類を流用した100型は、一部が連結可能な仕様に改造した200型となった。200型は大津線に転用され、さらにそこで再度電装品を供出して車体を載せ替えた260型に転用を重ねるという複雑な経歴をたどった。また残った100型からも大津線用に走行機器を利用して車体を新造した70型が生まれている。
その結果、オリジナルの本形式自体は阪神電気鉄道を除く他の関西大手私鉄の創業（電化）時の車両に比べて早期に姿を消したものの、台車や電装品は逆に最も遅くまで現役で使用されることとなった。そして、70型の1両（72号）は1967年の廃車後、寝屋川車庫で車籍を持たない牽引機器扱いの構内入れ替え車両に転用され、車体更新を受けたものの現在も現役で使用されている。すなわち、開業から約1世紀を経てなお創業当初のブリル27E-1形台車が使われ続けていることになる。